# Tatort: Hochamt für Toni
Hochamt für Toni ist ein Fernsehfilm aus der Krimireihe Tatort. Der vom Bayerischen Rundfunk produzierte Beitrag ist die 1240. Tatort-Episode und wurde am 4. Juni 2023 im SRF, im ORF und im Ersten ausgestrahlt. Das fränkische Ermittlerduo Voss und Ringelhahn ermittelt in seinem neunten Fall.

## Handlung
Kriminalhauptkommissar Felix Voss wird von seinem alten Freund Marcus Borchert, der inzwischen katholischer Pfarrer ist, eingeladen, ihn bei einem Gottesdienst zu besuchen. Er wolle mit ihm über ihre gemeinsame frühere Freundin Toni sprechen, Näheres würde Felix Voss in der Predigt erfahren. In der Kirche werden für den Gottesdienst ein Laptop und Beamer vorbereitet. Der Mesner erzählt Voss, dass Toni sich vor einem guten Jahr selbst getötet habe. Unmittelbar vor dem Gottesdienst wird der Pfarrer in der Sakristei erstochen. Zunächst sieht alles nach einem Raubmord aus.
Während die gestohlenen Reliquien bald wieder auftauchen, fehlen alle Aufzeichnungen, die Borchert zum Ableben von Toni zusammengetragen hatte. Diese hatte sich, so das Ergebnis der örtlichen Ermittlungen, in ihrer abgelegenen Berghütte das Leben genommen, indem sie sich mitsamt dem Haus angezündet habe. Ihre sterblichen Überreste waren dabei bis zur Unkenntlichkeit verbrannt.
Voss beginnt, in der Familie von Toni zu ermitteln, einer reichen Unternehmerfamilie, in der das autoritäre Familienoberhaupt Johannes Hentschel sich geweigert hatte, das Unternehmen an Toni als älteste und tüchtigste von vier Geschwistern zu überschreiben. Stattdessen hatte er ihren beiden Brüdern die Unternehmensleitung übertragen, die diese eher widerwillig übernommen haben. Toni hatte diesbezüglich eine Klage angestrengt und sich mit der Familie überworfen.
Voss findet heraus, dass der jüngere der Brüder, Lukas, größere Summen aus dem Unternehmen herausgeschleust und nach England überwiesen hatte. Wie sich nun herausstellt, ist Toni gar nicht tot, sondern in London. Sie hatte Lukas gedeckt, der in der Hütte eine Prostituierte ermordet und mit dem Brand die Spuren zu verwischen versucht hatte. Borchert hatte dies herausgefunden, daher ermordete Lukas auch ihn und täuschte den Raubmord vor.

## Hintergrund
Die Handlung des Films spielt in der Grenzregion von Mittelfranken und der Oberpfalz, unter anderem im fiktiven Dorf Konradsgrün. Im Film ist in Kfz-Kennzeichen das Unterscheidungszeichen NM für den Landkreises Neumarkt in der Oberpfalz zu sehen. Gedreht wurde vom 22. Juni 2022 bis zum 21. Juli 2022 in und um Ansbach, unter anderem im Verlagshaus der Fränkischen Landeszeitung, auf Schloss Dennenlohe in Unterschwaningen, in Großlellenfeld und auf dem Hesselberg. Die im Film zu sehende Kirche ist die Beatae Mariae Virginis in Großlellenfeld.
Der Film endet mit einer Widmung für die verstorbene Redakteurin Stephanie Heckner, die die Franken-Tatort-Reihe maßgeblich mitentwickelt hatte.

## Rezeption

### Kritiken
„Während Jakob Wiessners Kamera mysteriöse Bedrücktheitsatmosphäre zu schaffen sucht, interessiert sich die Regie von Michael Krummenacher fast ausschließlich für Voss’ Ermittlungseifer, für seinen nachgetragenen Liebeswahn“, schrieb Heike Hupertz in der Frankfurter Allgemeinen Zeitung. „Denn damals, zu Studienzeiten in Berlin, waren Toni, der Pfarrer und er selbst ein wunderschön gezeichnetes Liebesdreieck. Eine Ménage-à-trois, wie sie Erinnerung und Szenenbild kaum feiner färben könnten. [...] Das Einzige, was hier funktioniert, ist die Zusammenarbeit von Fabian Hinrichs, der als retroliebeskranker Polizist überzeugt, und Dagmar Manzel, die ihrer Figur eine so empathische wie witzige Selbstverständlichkeit gibt. Wegen dieser beiden kann man sich auch den neunten Franken-‚Tatort‘ anschauen.“
Christian Buß schreibt in seiner Kritik bei Spiegel Online: „Dieser ‚Tatort‘ ist ein elegant und suggestiv inszenierter Spuk, in dessen Verlauf man nur zu gerne glaubt, dass am Ende die Toten auferstehen.“

### Einschaltquoten
Die Erstausstrahlung von Hochamt für Toni am 4. Juni 2023 wurde in Deutschland von 7,33 Millionen Zuschauern gesehen und erreichte einen Marktanteil von 29,1 % für Das Erste.